# Uğur Şahin
Uğur Şahin, född 19 september 1965 i İskenderun i Turkiet, är en tysk immunolog och företagare.
Uğur Şahins mor emigrerade från Turkiet till Köln i Tyskland, när Uğur Şahin var fyra år. Fadern arbetade då på  Fords bilfabrik i Köln. Han studerade  medicin på Universität zu  Köln. År 1992 disputerade han i medicin på en avhandling om immunterapi rörande tumörceller. Şahin blev läkare i internmedicin och onkologi på Universität Kölns sjukhus och från 1999 på Universität des Saarlandes i Homburg i Saarland. Sedan 2001 har Şahin varit knuten till Universität Mainz, sedan 2006 som professor i experimentell onkologi.
På sjukhuset i Homburg lärde han känna Özlem Türeci, som han gifte sig med 2002. Paret fick en dotter.
Uğur Şahin grundade 2001 tillsammans med sin blivande maka företaget Ganymed Pharmaceuticals AG, som 
utvecklade antikroppar mot cancer. År 2016 köptes företaget av japanska Astellas Pharma Inc.
Paret Şahin grundade 2008 läkemedelsutvecklingsföretaget Biontech i Mainz och Uğur Şahin har sedan dess varit dess chef. Biontech har sedan våren 2020 under ledning av paret Şahin forskat fram covid-19-vaccinet Comirnaty, som är baserat på teknik med budbärar-RNA. Företaget noterades 2019 på amerikanska NASDAQ-börsen.